# Macaduma tortricoides
Macaduma tortricoides là một loài bướm đêm thuộc phân họ Arctiinae, họ Erebidae.